# Noc z Hamletem (Holan)
Noc z Hamletem (cz. Noc s Hamletem) – poemat dialogowy czeskiego poety Vladimír Holana, uważany powszechnie za jego najwybitniejsze dzieło. 

## Treść
Utwór jest wielowątkowy, stanowi summę życiowych doświadczeń i przemyśleń autora, jego poglądów na temat człowieka, świata i sensu twórczości literackiej. Jest trudny w odbiorze. Zawiera wiele symboli, obcojęzycznych wtrętów i aluzji literackich. Utwór powstawał długo, w najgorszym okresie życia Holana, kiedy nie mógł on oficjalnie publikować, w latach 1949-1956. Został zaprezentowany publicznie w 1962 i wydany w formie książkowej w 1964. Jest napisany zasadniczo wierszem wolnym.

## Przekład
Noc z Hamletem należy do najczęściej tłumaczonych utworów Holana. Istnieją zarówno pełne, jak i fragmentaryczne przekłady dzieła. Na niemiecki utwór przetłumaczył Reiner Kunze. Na język polski poemat przełożył Józef Waczków. Przekład został opublikowany w polskim wyborze liryki Holana zatytułowanym Płacz symbolów z 1978.
Zobacz też: Noc z Ofelią.